# Drimys beccariana
Drimys beccariana är en tvåhjärtbladig växtart som beskrevs av L. S. Gibbs. Drimys beccariana ingår i släktet Drimys och familjen Winteraceae. Inga underarter finns listade.